# Simorcus cotti
Simorcus cotti is een spinnensoort in de taxonomische indeling van de krabspinnen (Thomisidae).
Het dier behoort tot het geslacht Simorcus. De wetenschappelijke naam van de soort werd voor het eerst geldig gepubliceerd in 1936 door Roger de Lessert.